# 阿部真央 レンタルベスト 〜応援歌 編〜
『阿部真央 レンタルベスト 〜応援歌 編〜』（あべまお レンタルベスト 〜おうえんか へん〜）は、阿部真央のベスト・アルバム。2015年9月16日にポニーキャニオンからレンタル限定でレンタルが開始された。

## 概要
阿部真央初のレンタル限定のベスト・アルバムとして、『阿部真央 レンタルベスト 〜恋の唄 編〜』と同時リリースされたベスト・アルバムである。『〜応援歌 編〜』のタイトル通り、デビューアルバムに収録されている「ふりぃ」や、Eテレのテレビアニメ『ベイビーステップ』のオープニングテーマ「Believe in yourself」などの応援ソングが11曲収録されている。

## 収録曲
| 全作詞・作曲: 阿部真央。 |                            |           |            |                    |      |
| #                        | タイトル                   | 作詞      | 作曲・編曲 | 編曲               | 時間 |
| 1.                       | 「ふりぃ」                 | 阿部真央  | 阿部真央   | 小森雄壱           | 3:54 |
| 2.                       | 「Believe in yourself」    | 阿部真央  | 阿部真央   | akkin              | 3:51 |
| 3.                       | 「這い上がれMY WAY」       | 阿部真央  | 阿部真央   | akkin              | 4:12 |
| 4.                       | 「世界はまだ君を知らない」 | 阿部真央  | 阿部真央   | 小森雄壱           | 4:05 |
| 5.                       | 「キレイな唄」             | 阿部真央  | 阿部真央   | 小森雄壱           | 5:24 |
| 6.                       | 「伝えたいこと」           | 阿部真央  | 阿部真央   | 小森雄壱           | 4:14 |
| 7.                       | 「モットー。」             | 阿部真央  | 阿部真央   | 小森雄壱、安藤正和 | 3:28 |
| 8.                       | 「戦いは終わらない」       | 阿部真央  | 阿部真央   | 是永巧一           | 4:36 |
| 9.                       | 「走れ」                   | 阿部真央  | 阿部真央   | 根岸孝旨           | 3:46 |
| 10.                      | 「ポーカーフェイス」       | 阿部真央  | 阿部真央   | 小森雄壱           | 3:46 |
| 11.                      | 「それぞれ歩き出そう」     | 阿部真央  | 阿部真央   | 小森雄壱           | 4:34 |
| 合計時間:                | 合計時間:                  | 合計時間: | 45:50      |                    |      |